# Jelena Despotović
Jelena Despotović (n. 30 aprilie 1994, în Podgorica) este o handbalistă muntenegreană care joacă pentru clubul maghiar DVSC-TVP pe postul de coordonator de joc. Despotović este și componentă a echipei Muntenegrului, alături de care a obținut medalia de aur la Campionatul European din 2012, desfășurat în Serbia.
Despotović a jucat mai mulți ani pentru echipa campioană a țării sale, ŽRK Budućnost. În aprilie 2015 s-a anunțat transferul ei la clubul maghiar din Debrecen, care evoluează în prima divizie din Ungaria.

## Palmares
Club
- Liga Campionilor:                           
  -  Câștigătoare: 2015
  - Finalistă: 2014

- Campionatul Muntenegrului:
  - Câștigătoare: 2011, 2013, 2014, 2015

- Cupa Muntenegrului:
  -  Câștigătoare: 2011, 2013, 2014, 2015

Echipa națională
- Campionatul European:                           
  -  Medalie de aur: 2012